# 2014년 동계 올림픽 컬링
2014년 동계 올림픽 컬링은 러시아 소치에서 개최된 2014년 동계 올림픽의 경기 종목이다. 2014년 2월 10일부터 2월 21일까지 러시아 소치 아이스 큐브 컬링 센터에서 열린다. 대한민국은 이번 올림픽에서 처음으로 여자 대표팀이 컬링 경기에 출전하였다.

## 나라별 메달 집계
| 순위 | 국가         | 금메달 | 은메달 | 동메달 | 합계 |
| ---- | ------------ | ------ | ------ | ------ | ---- |
| 1    | 캐나다 (CAN) | 2      | 0      | 0      | 2    |
| 2    | 스웨덴 (SWE) | 0      | 1      | 1      | 2    |
| 2    | 영국 (GBR)   | 0      | 1      | 1      | 2    |
|      | 전체         | 2      | 2      | 2      | 6    |

## 세부 종목별 메달리스트
| 종목        | 금                                                                                           | 금                     | 은 | 은                     | 동 | 동                     |
| ----------- | -------------------------------------------------------------------------------------------- | ---------------------- | --- | ---------------------- | --- | ---------------------- |
| 남자 자세히 | 캐나다 (CAN) · 브래드 제이커브스 · 라이언 프라이 · 에릭 한든 · 라이언 한든 · 케일레브 플랙시 | 금메달 결정전 9 - 3 勝 | 영국 (GBR) · 데이비드 머독 · 그레그 드러먼드 · 스콧 앤드루스 · 마이클 구드펠로 · 톰 브루스터                             | 금메달 결정전 6 - 3 敗 | 스웨덴 (SWE) · 니클라스 에딘 · 세바스티안 크라우프 · 프레드리크 린드베리 · 빅토르 셸 · 오스카르 에릭손 | 동메달 결정전 6 - 4 勝 |
| 여자 자세히 | 캐나다 (CAN) · 제니퍼 존스 · 케이틀린 로스 · 질 오피서 · 돈 매큔 · 키어스틴 월               | 금메달 결정전 6 - 3 勝 | 스웨덴 (SWE) · 마르가레타 식프리손 · 마리아 프륏스 · 크리스티나 베르트루프 · 마리아 벤네르스트룀 · 앙네스 크노셴하우에르 | 금메달 결정전 6 - 3 敗 | 영국 (GBR) · 이브 뮤어헤드 · 애나 슬론 · 비키 애덤스 · 클레어 해밀턴 · 로렌 그레이                     | 동메달 결정전 6 - 5 勝 |

## 진출국 선정
동계올림픽 참가국 선정은 세계 컬링 선수권 대회를 통한 점수에 의한 방법과 예선 대회, 두가지 방법으로 이루어졌다. 먼저 2012년과 2013년에 치러진 세계 컬링 선수권 대회에서 획득한 점수를 기준으로 7개국이 진출권을 획득하였고 2013년 가을에 치러진 올림픽 예선 대회를 통해 두 나라의 진출국이 결정되었다. 자동진출국인 주최국 러시아를 합해 남∙여 각각 10개국이 본선에 진출하였다.

## 본선진출국
12개 진출국과 선수 수를 표시하였다. 대한민국은 올림픽 컬링에 처음으로 본선에 진출하였다.
| - 캐나다 (10) - 중화인민공화국 (10) - 덴마크 (10) - 독일 (5) - 영국 (10) - 일본 (5) | - 노르웨이 (5) - 러시아 (10) - 대한민국 (5) - 스웨덴 (10) - 스위스 (10) - 미국 (10) |

## 본선 결과 요약

### 남자부
라운드로빈 경기 결과 상위 4팀이 플레이오프에 진출하였다. 영국은 노르웨이와의 타이브레이커 게임을 통해 4번째 시드를 차지하였다.
|  | 준결승 | 준결승         | 준결승 |  |  | 금메달 결정전 | 금메달 결정전  | 금메달 결정전 |
|  |        |                |        |  |  |               |                |               |
|  | 1      | 스웨덴         | 5      |  |  |               |                |               |
|  | 4      | 영국           | 6      |  |  |               |                |               |
|  |        |                |        |  |  | 4             | 영국           | 3             |
|  |        |                |        |  |  | 2             | 캐나다         | 9             |
|  | 2      | 캐나다         | 10     |  |  |               |                |               |
|  | 3      | 중화인민공화국 | 6      |  |  | 동메달 결정전 | 동메달 결정전  | 동메달 결정전 |
|  |        |                |        |  |  |               |                |               |
|  |        |                |        |  |  | 1             | 스웨덴         | 6             |
|  |        |                |        |  |  | 3             | 중화인민공화국 | 4             |

### 여자부
라운드로빈 경기 결과 상위 4팀이 플레이오프에 진출하였다.
|  | 준결승 | 준결승 | 준결승 |  |  | 금메달 결정전 | 금메달 결정전 | 금메달 결정전 |
|  |        |        |        |  |  |               |               |               |
|  | 1      | 캐나다 | 6      |  |  |               |               |               |
|  | 4      | 영국   | 4      |  |  |               |               |               |
|  |        |        |        |  |  | 1             | 캐나다        | 6             |
|  |        |        |        |  |  | 2             | 스웨덴        | 3             |
|  | 2      | 스웨덴 | 7      |  |  |               |               |               |
|  | 3      | 스위스 | 5      |  |  | 동메달 결정전 | 동메달 결정전 | 동메달 결정전 |
|  |        |        |        |  |  |               |               |               |
|  |        |        |        |  |  | 4             | 영국          | 6             |
|  |        |        |        |  |  | 3             | 스위스        | 5             |

## 참고 목록
1. ↑  “Qualification Systems for XXII Olympic Winter Games, Sochi 2014” (PDF). World Curling Federation. December 2011. 2014년 1월 20일에 확인함.

## 같이 보기
- 2014년 동계 올림픽 컬링 통계